# Aechmea bromeliifolia
Aechmea bromeliifolia là một loài thực vật có hoa trong họ Bromeliaceae. Loài này được (Rudge) Baker mô tả khoa học đầu tiên năm 1883.

## Hình ảnh

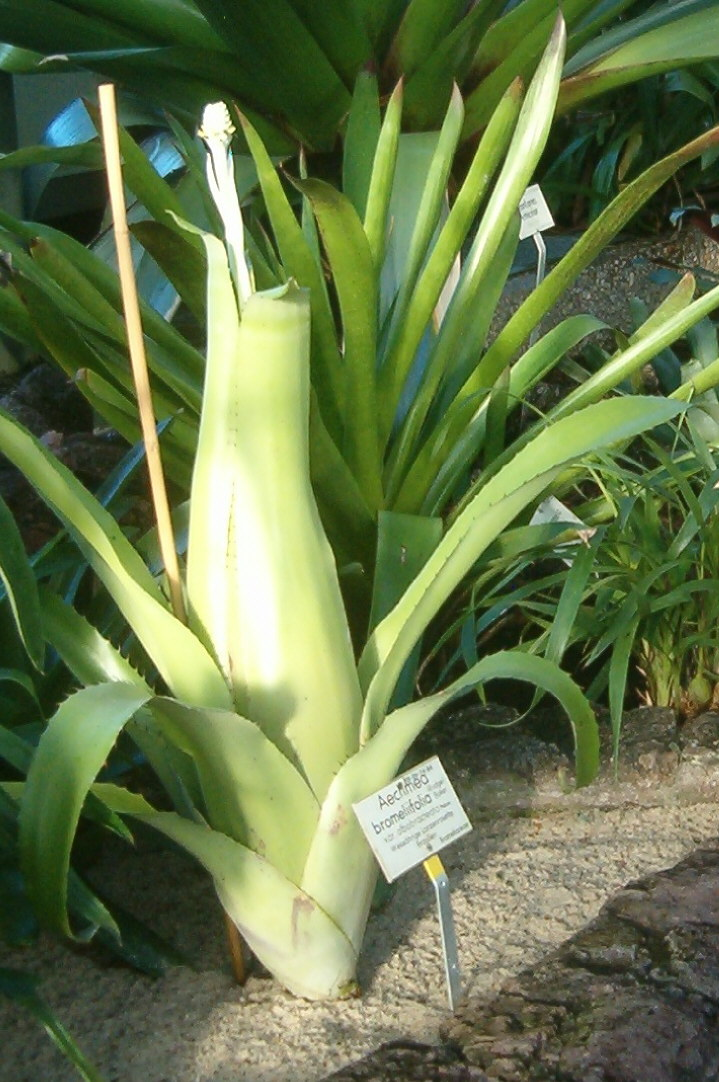
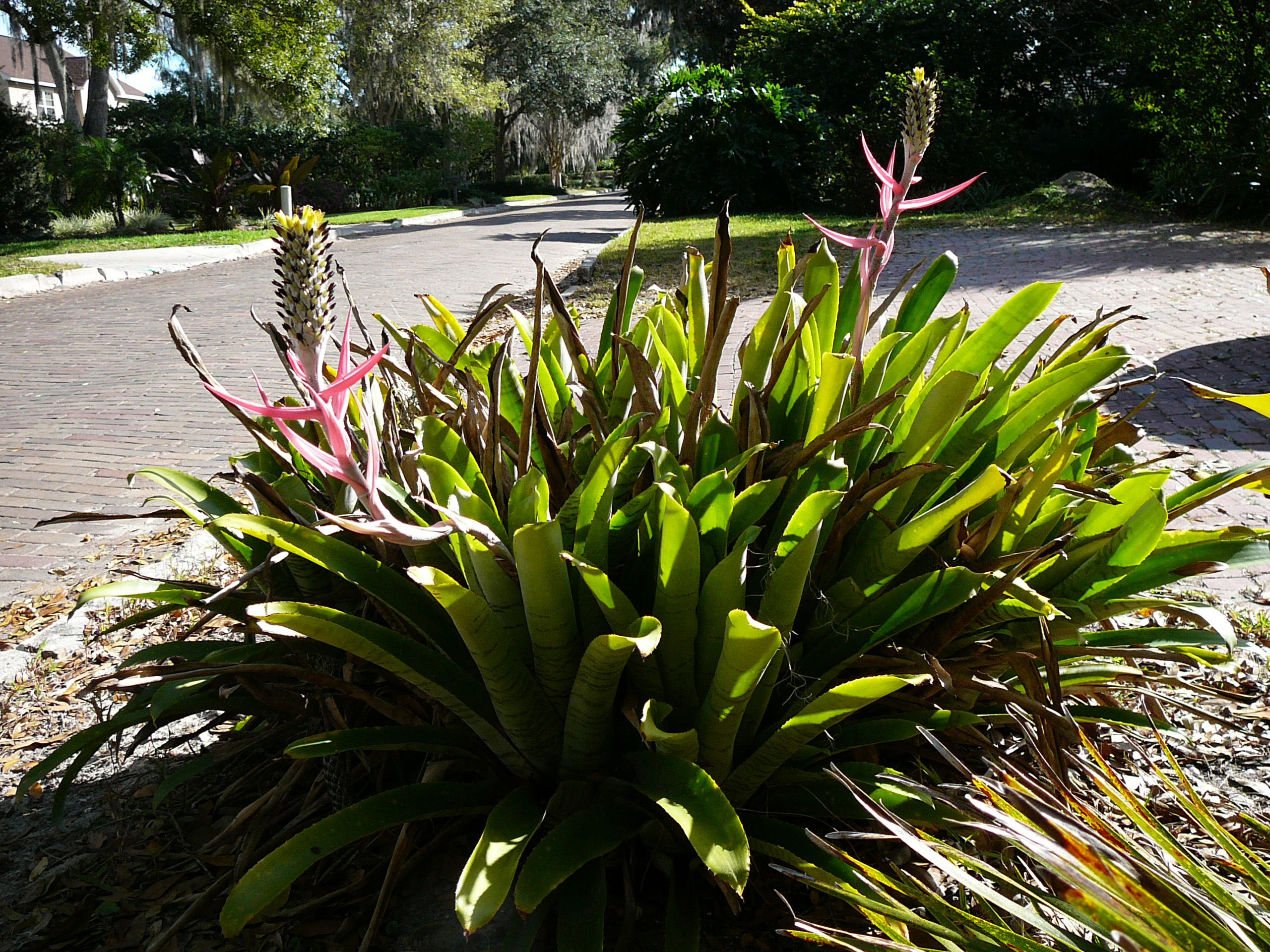
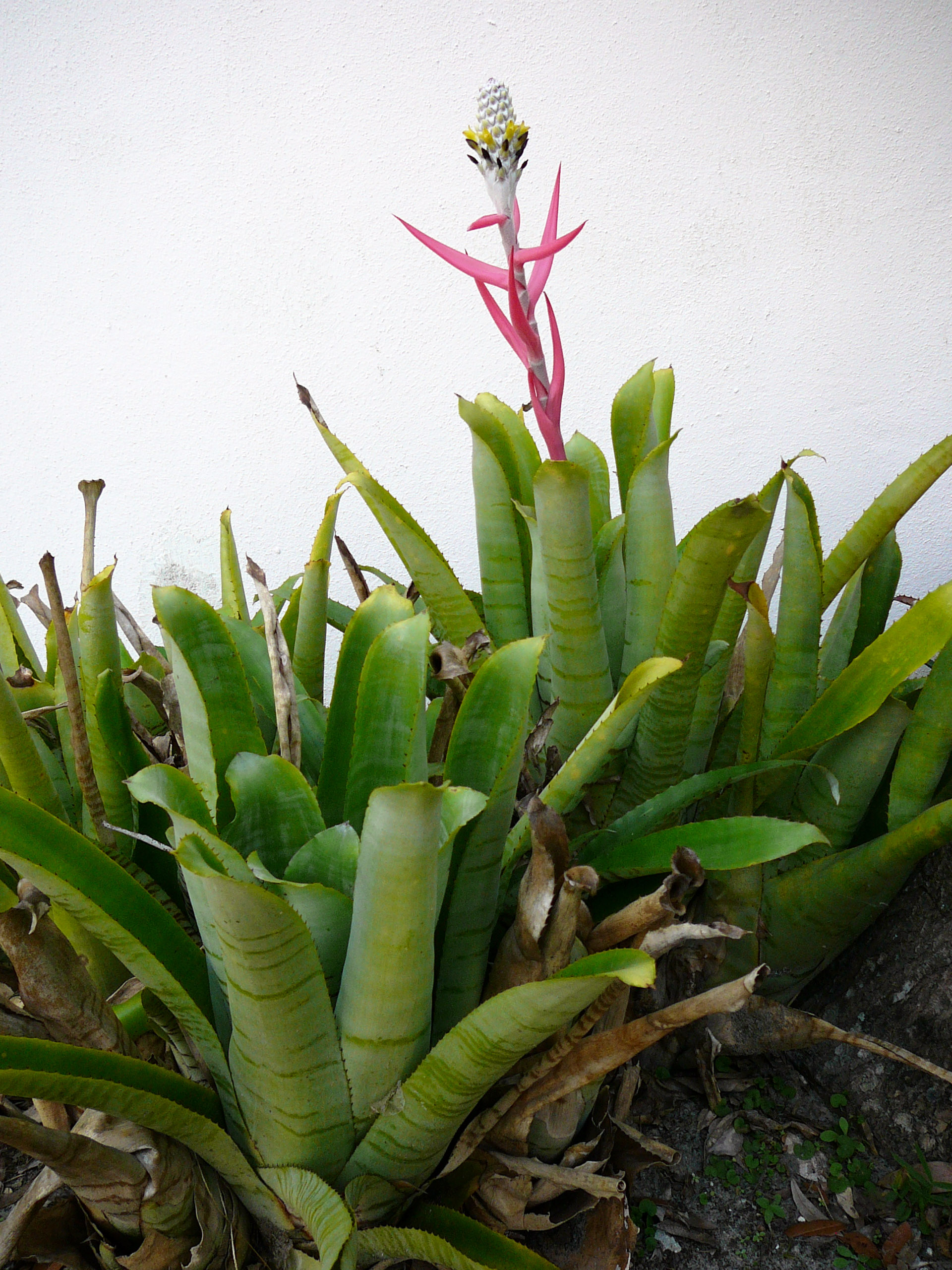
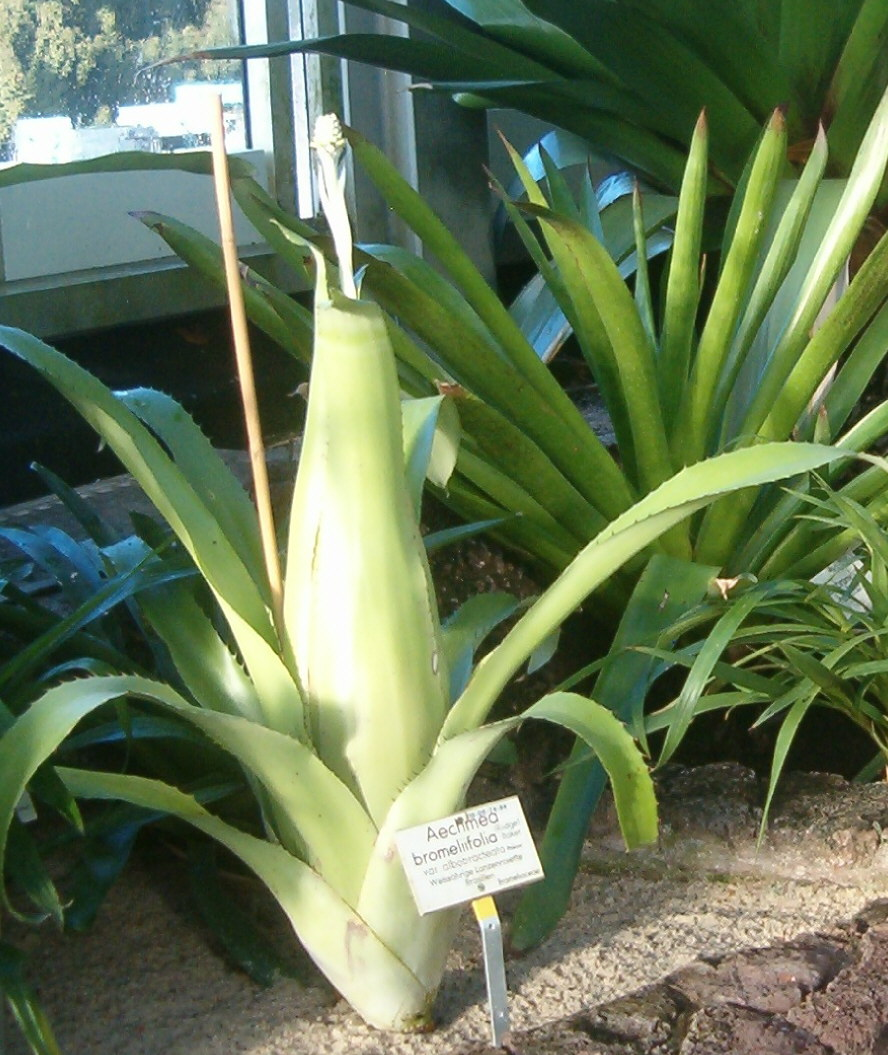